# Петер, Бенце
Бе́нце Пе́тер (венг. Péter Bence [ˈpeːtɛr ˈbɛnt͡sɛ], род. 5 сентября 1991, Дебрецен) — венгерский эстрадный пианист, композитор, саунд-дизайнер. В январе 2012 года занесён в Книгу рекордов Гиннеса как пианист-рекордсмен по скорости повторяемого нажатия (репетиции) одной клавиши (765 нот в минуту).
На фортепиано начал играть с раннего возраста, написание своей первой композиции закончил в возрасте семи лет. В 2004 году выпустил свой дебютный альбом Green Music. В том же году занял третье место на Международном конкурсе пианистов имени Дьёрдя Ференци. В 2008 году выпустил свой второй альбом Nightfall. В 2010 году поступил в Музыкальный колледж Беркли, штат Массачусетс, по специальностям «Музыка для фильмов» и «Электронное производство и дизайн».
Также обрёл значительную известность, выкладывая на своём YouTube канале каверы на такие популярные произведения, как «Despacito», «Dance Monkey», «Bad», а также множество других.
Многих впечатляет его необычный стиль игры на пианино и фортепиано. С помощью Loop-станций он записывает, например, стук рукой по корпусу фортепиано, использование дополнительной «ударной» педали для придания мелодии басов, прижимание струн на фортепиано для получения звука иной тональности, пиццикато и многие другие приёмы, из-за чего на его канале можно увидеть шуточные комментарии наподобие: «Пианино и не думало, что умеет так играть» или «Пианино был сделан полный массаж».